# 몽키 스틱
몽키 스틱 (Monkey Stick)은 에시리와 차스 (Chas)로 이루어진 대한민국의 힙합 그룹이다. 둘은 사거제곱사 및 45RPM 초창기 시절에 함께 팀메이트로 우정을 다져온 사이로, 이후 에시리가 Boltrix 활동을 하던 때에도 Do It Again 등의 곡으로 호흡을 맞춘 바 있었다. 2008년 중, 에시리는 솔로 앨범을 준비하던 중 차스와 함께 Monkey Stick을 결성하였고, 2009년 초 김미려가 참여한 디지털 싱글을 시작으로 활동을 개시하였다. 둘은 같은 해에 한 장의 디지털 싱글을 더 발표하였으며, Leo Kekoa의 앨범에도 참여하였다. 그러나 팀은 큰 대중적인 관심을 얻지 못하고 점차 활동은 잠잠해져 사실상 활동 중단에 이르렀다.
현재 에시리는 45RPM의 세 번째 멤버로 부다 사운드 소속이며, 차스는 스나이퍼 사운드 소속의 프로듀서로 활동 중이다.
대표곡: Everybody Boogie, Memory

## 디스코그래피
- 2009년 디지털 싱글 Monkey Season
- 2009년 디지털 싱글 Monkey Commercial